# 호쇼 (포함)
호쇼(鳳翔)는 일본 제국 해군의 포함이다. 1868년 영국이 조슈번의 주문을 받아 제작을 시작했지만, 1869년 일본으로 양도된 이후 메이지 정부에 헌납되었다. 배수량 300톤강 소형 포함하면서 초기의 일본 제국 해군의 귀중한 전력이 되었다.
함명은 ‘봉황이 날개를 펴고, 하늘을 날아 춤추는 것’을 의미한다.

## 함력
호쇼는 조슈번이 영국인 카라바에 의뢰해 영국 애버딘에서 건조된 포함이다. 목조 선체에서 돛대 3개의 버크 형이었다. 1869년에 일본에 도착하여 ‘호쇼마루’(鳳翔丸)로 명명했다. 보신 전쟁 지원을 위해 시나가와 미나토에 배를 띄웠지만, 전투에는 참가하지 않았다. 정비 후 1871년 5월 18일(양력 1871년 7월 4일)에 새롭게 구성된 메이지 정부에 헌납되었다.(일본특무함선사(日本特務艦船史)의 기록)
《일본해군사》(日本海軍史) 제7권에서는 1870년 7월을 전후하여 야마구치 번 (조슈번)이 구입하여, 호쇼마루(鳳翔丸)로 개명하였고, 이듬해 1871년 5월 18일에 헌납된 것으로 기록되어 있다.
헌납 후 병부성의 소관이 되었으며, 1871년 6월 8일(양력 1871년 7월 25일)에 호쇼(함)(鳳翔으로 명명되었고, 11월 15일 (1871년 12월 26일)에 육등함으로 지정되었다.
1874년, 사가의 난, 타이완 침공에 참가하였고, 1877년의 세이난 전쟁에도 참가했다.
1881년 8월 16일에 연습선으로 지정된 이후에는 연습선으로 활용되었다. 1890년 8월 23일에 제1종으로 지정되었다.
청일 전쟁 때는 구레 항을 경비하는 역할을 했다. (일본해군사 제7권에 따르면). 일본특무함선사에 따르면 이때는 사세보 진수부 장관의 지휘 하에, 나가사키 항에서 순찰하며 만 입구의 경비를 맡고 있다고 한다. 1898년 3월 21일의 분류 제정으로 이등 포함으로 분류되었으나 이듬해 1899년 3월 13일 제적되었고, 18일 잡역선으로 변경되었다. 1906년 4월 19일에 폐선이 되었고, 이듬해 1907년 4월 9일에 매각되었다.

## 참고 문헌
- 《일본해군사》(日本海軍史) - 해군역사보존회, 제7권, 제9권, 제10권, 다이치호키, 1995년
- 《일본해군함선명고》(日本海軍艦船名考), 도쿄 水交社, 1928년
- 《일본 관보》
- 《아시아 역사 자료 센터》
  - 『公文類聚・第10編・메이지 19년・제33권, 運輸三・船舶車輌・津港・河渠・橋道』(Ref.A15111235500)
- 《일본해군특무함선사》(日本海軍特務艦船史), 海人社, 증간 제47집, (『世界の艦船』1997년 3월호 증간, No.522） ISBN 4-905551-59-5,　p74

## 같이 보기
- 호쇼 (항공모함)